# Hvor lidt er for meget
Hvor lidt er for meget er en dansk kortfilm fra 1989 med instruktion og manuskript af Ole Henning Hansen. Filmen er produceret af Prisme Film for Astma-Allergi Forbundet.

## Handling
Tine på 15 år lider af astma og allergi. Hendes lillebror, Christian er også allergiker. De er på forskellige diæter, hvilket skaber problemer en aften, de er alene hjemme. I skolen føler Tine sig uden for på grund af sin diæt. Heldigvis har hun en god veninde, der støtter hende. En novellefilm om problemerne i en allergikers familie og vennekreds.